# Voleybol 1. Ligi 2015-2016 (femminile)
La Voleybol 1. Ligi 2015-2016, 32ª edizione della massima serie del campionato turco di pallavolo femminile, si è svolta dal 10 ottobre 2015 al 30 aprile 2016: al torneo hanno partecipato 12 squadre di club turche e la vittoria finale è andata per l’ottava volta al VakıfBank.

## Regolamento
Il campionato si è svolto con una prima fase dove le dodici squadre si sono incontrate in un girone all'italiana con gare d'andata e ritorno per un totale di 22 giornate. Al termine della regular season, le prime quattro classificate hanno partecipato ai play-off scudetto, mentre quelle classificatesi dal 5º all’8º posto hanno preso parte ai play-off 5º posto, entrambi svoltisi con un doppio round-robin; in entrambi i casi, i punteggi ottenuti nel corso della regular season non vengono considerati. Le ultime quattro classificate partecipano invece ai play-out, che si svolgono sempre con un doppio round-robin e vedono le ultime due classificate retrocedere in Voleybol 2. Ligi; a differenza dei play-off, il punteggio ottenuto nel corso della stagione regolare contribuisce alla classifica finale delle formazioni impegnate nei play-out.

## Squadre partecipanti
Alla Voleybol 1. Ligi 2015-2016 partecipano dodici squadre di club turche, tra queste le due neopromosse Halkbank e Salihli. 
| Club        | Stagione | Città      | Impianto                              | Stagione precedente                                                 |
| ----------- | -------- | ---------- | ------------------------------------- | ------------------------------------------------------------------- |
| Bursa BB    | dettagli | Bursa      | Cengiz Göllü Kapalı Spor Salonu       | 5ª in Voleybol 1. Ligi                                              |
| Çanakkale   | dettagli | Çanakkale  | Anafartalar Spor Salonu               | 9ª in Voleybol 1. Ligi                                              |
| Eczacıbaşı  | dettagli | Istanbul   | Eczacıbaşı Spor Salonu                | 3ª in Voleybol 1. Ligi                                              |
| Fenerbahçe  | dettagli | Istanbul   | Ülker Sports Arena                    | Campione di Turchia                                                 |
| Galatasaray | dettagli | Istanbul   | Galatasaray Park Voleybol Salonu      | 4ª in Voleybol 1. Ligi                                              |
| Halkbank    | dettagli | Ankara     | Ankara Selim Sırrı Tarcan Spor Salonu | 1ª in Voleybol 2. Ligi (Gruppo B); 2ª in finale play-off promozione |
| İdman Ocağı | dettagli | Trebisonda | Trabzon 19 Mayıs Spor Salonu          | 6ª in Voleybol 1. Ligi                                              |
| İlbank      | dettagli | Ankara     | Başkent Voleybol Salonu               | 10ª in Voleybol 1. Ligi                                             |
| Nilüfer     | dettagli | Bursa      | Cengiz Göllü Kapalı Spor Salonu       | 7ª in Voleybol 1. Ligi                                              |
| Salihli     | dettagli | Salihli    | Salihli Kapali Spor Salonu            | 1ª in Voleybol 2. Ligi (Gruppo A); 1ª in finale play-off promozione |
| Sarıyer     | dettagli | Istanbul   | Bahçeköy Orman Fakültesi Spor Salonu  | 8ª in Voleybol 1. Ligi                                              |
| VakıfBank   | dettagli | Istanbul   | Burhan Felek Spor Salonu              | 2ª in Voleybol 1. Ligi                                              |

## Campionato

### Regular season

#### Risultati
| Prima giornata |                         |     |                                   |
|                |                         |     |                                   |
| 10-10          | Fenerbahçe - Salihli    | 3-0 | 25-9, 25-12, 25-17                |
| 14-10          | Halkbank - Sarıyer      | 1-3 | 17-25, 22-25, 25-21, 13-25        |
| 14-10          | Bursa BB - Galatasaray  | 2-3 | 22-25, 25-17, 20-25, 25-22, 12-15 |
| 14-10          | Çanakkale - İdman Ocağı | 3-0 | 25-19, 25-12, 25-22               |
| 14-10          | Eczacıbaşı - İlbank     | 3-0 | 25-15, 25-20, 25-17               |
| 04-11          | Nilüfer - VakıfBank     | 0-3 | 11-25, 18-25, 23-25               |

| Seconda giornata |                         |     |                            |
|                  |                         |     |                            |
| 18-10            | İlbank - Halkbank       | 1-3 | 22-25, 25-23, 22-25, 19-25 |
| 18-10            | Sarıyer - Fenerbahçe    | 0-3 | 20-25, 20-25, 18-25        |
| 18-10            | Galatasaray - Çanakkale | 3-1 | 25-17, 25-21, 21-25, 25-12 |
| 18-10            | VakıfBank - Eczacıbaşı  | 3-1 | 23-25, 25-22, 25-15, 25-12 |
| 18-10            | Salihli - Bursa BB      | 0-3 | 23-25, 22-25, 12-25        |
| 18-10            | İdman Ocağı - Nilüfer   | 3-1 | 24-26, 25-16, 25-21, 25-23 |

| Terza giornata |                          |     |                                   |
|                |                          |     |                                   |
| 24-10          | Fenerbahçe - İlbank      | 3-0 | 25-12, 25-16, 25-11               |
| 24-10          | Eczacıbaşı - İdman Ocağı | 3-2 | 23-25, 25-13, 25-22, 27-29, 15-10 |
| 25-10          | Halkbank - VakıfBank     | 0-3 | 15-25, 18-25, 20-25               |
| 25-10          | Bursa BB - Sarıyer       | 2-3 | 26-28, 21-25, 25-20, 25-19, 11-15 |
| 25-10          | Çanakkale - Nilüfer      | 0-3 | 22-25, 24-26, 20-25               |
| 25-10          | Galatasaray - Salihli    | 3-0 | 25-16, 25-21, 25-20               |

| Quarta giornata |                        |     |                                   |
|                 |                        |     |                                   |
| 31-10           | İlbank - Bursa BB      | 0-3 | 20-25, 18-25, 20-25               |
| 31-10           | Nilüfer - Eczacıbaşı   | 0-3 | 14-25, 22-25, 10-25               |
| 31-10           | VakıfBank - Fenerbahçe | 3-2 | 22-25, 25-15, 25-22, 16-25, 15-6  |
| 31-10           | Salihli - Çanakkale    | 1-3 | 24-26, 17-25, 25-22, 25-27        |
| 31-10           | İdman Ocağı - Halkbank | 0-3 | 23-25, 17-25, 17-25               |
| 02-11           | Sarıyer - Galatasaray  | 2-3 | 25-27, 25-19, 21-25, 25-14, 11-15 |

| Quinta giornata |                          |     |                                   |
|                 |                          |     |                                   |
| 06-11           | Çanakkale - Eczacıbaşı   | 0-3 | 13-25, 24-26, 19-25               |
| 07-11           | Bursa BB - VakıfBank     | 0-3 | 24-26, 15-25, 13-25               |
| 07-11           | Fenerbahçe - İdman Ocağı | 3-0 | 25-8, 25-21, 25-17                |
| 08-11           | Halkbank - Nilüfer       | 1-3 | 22-25, 25-19, 17-25, 20-25        |
| 08-11           | Galatasaray - İlbank     | 3-1 | 25-21, 25-21, 26-28, 25-19        |
| 08-11           | Salihli - Sarıyer        | 2-3 | 19-25, 25-22, 25-23, 13-25, 14-16 |

| Sesta giornata |                         |     |                                  |
|                |                         |     |                                  |
| 15-11          | İlbank - Salihli        | 2-3 | 21-25, 22-25, 25-13, 25-21, 6-15 |
| 15-11          | Nilüfer - Fenerbahçe    | 1-3 | 25-23, 17-25, 19-25, 16-25       |
| 15-11          | Sarıyer - Çanakkale     | 3-0 | 25-20, 25-21, 25-23              |
| 15-11          | VakıfBank - Galatasaray | 3-1 | 25-18, 27-25, 21-25, 25-20       |
| 15-11          | Eczacıbaşı - Halkbank   | 1-3 | 25-22, 23-25, 19-25, 21-25       |
| 15-11          | İdman Ocağı - Bursa BB  | 1-3 | 24-26, 26-24, 22-25, 18-25       |

| Settima giornata |                           |     |                                   |
|                  |                           |     |                                   |
| 18-11            | Bursa BB - Nilüfer        | 3-2 | 18-25, 13-25, 25-14, 25-20, 17-15 |
| 18-11            | Çanakkale - Halkbank      | 3-1 | 25-12, 18-25, 25-16, 25-22        |
| 18-11            | Fenerbahçe - Eczacıbaşı   | 3-1 | 27-29, 25-23, 25-19, 25-18        |
| 18-11            | Sarıyer - İlbank          | 3-1 | 25-23, 20-25, 25-9, 25-20         |
| 18-11            | Galatasaray - İdman Ocağı | 3-2 | 27-29, 25-10, 25-14, 20-25, 15-6  |
| 18-11            | Salihli - VakıfBank       | 1-3 | 22-25, 10-25, 25-22, 21-25        |

| Ottava giornata |                       |     |                                   |
|                 |                       |     |                                   |
| 22-11           | İlbank - Çanakkale    | 2-3 | 27-25, 22-25, 19-25, 25-15, 8-15  |
| 22-11           | Halkbank - Fenerbahçe | 1-3 | 14-25, 27-25, 22-25, 17-25        |
| 22-11           | Nilüfer - Galatasaray | 2-3 | 25-27, 25-27, 25-21, 28-26, 14-16 |
| 22-11           | VakıfBank - Sarıyer   | 3-0 | 25-20, 25-22, 25-18               |
| 22-11           | Eczacıbaşı - Bursa BB | 3-0 | 25-23, 25-21, 25-14               |
| 22-11           | İdman Ocağı - Salihli | 3-2 | 24-26, 25-20, 23-25, 25-18, 15-7  |

| Nona giornata |                          |     |                                  |
|               |                          |     |                                  |
| 29-11         | İlbank - VakıfBank       | 0-3 | 16-25, 18-25, 21-25              |
| 29-11         | Bursa BB - Halkbank      | 3-0 | 25-20, 25-23, 25-19              |
| 29-11         | Çanakkale - Fenerbahçe   | 1-3 | 20-25, 25-22, 20-25, 22-25       |
| 29-11         | Sarıyer - İdman Ocağı    | 3-2 | 25-20, 23-25, 25-18, 23-25, 15-7 |
| 29-11         | Galatasaray - Eczacıbaşı | 3-1 | 22-25, 25-17, 25-19, 25-18       |
| 29-11         | Salihli - Nilüfer        | 1-3 | 22-25, 25-20, 20-25, 22-25       |

| Decima giornata |                        |     |                                  |
|                 |                        |     |                                  |
| 05-12           | Fenerbahçe - Bursa BB  | 3-0 | 25-17, 25-21, 25-22              |
| 06-12           | Halkbank - Galatasaray | 0-3 | 14-25, 22-25, 21-25              |
| 06-12           | Nilüfer - Sarıyer      | 3-1 | 20-25, 25-16, 25-16, 25-16       |
| 06-12           | VakıfBank - Çanakkale  | 3-0 | 28-26, 25-19, 25-17              |
| 06-12           | Eczacıbaşı - Salihli   | 3-0 | 25-15, 25-14, 25-23              |
| 06-12           | İdman Ocağı - İlbank   | 3-2 | 25-15, 25-15, 20-25, 21-25, 15-7 |

| Undicesima giornata |                          |     |                                  |
|                     |                          |     |                                  |
| 13-12               | İlbank - Nilüfer         | 0-3 | 11-25, 17-25, 22-25              |
| 13-12               | Çanakkale - Bursa BB     | 2-3 | 20-25, 26-24, 22-25, 25-19, 3-15 |
| 13-12               | Sarıyer - Eczacıbaşı     | 1-3 | 25-23, 17-25, 23-25, 9-25        |
| 13-12               | VakıfBank - İdman Ocağı  | 3-0 | 25-10, 25-18, 25-17              |
| 13-12               | Galatasaray - Fenerbahçe | 0-3 | 22-25, 23-25, 19-25              |
| 13-12               | Salihli - Halkbank       | 2-3 | 25-22, 25-20, 21-25, 16-25, 9-15 |

| Dodicesima giornata |                         |     |                            |
|                     |                         |     |                            |
| 16-01               | İlbank - Eczacıbaşı     | 1-3 | 18-25, 15-25, 25-23, 15-25 |
| 16-01               | Sarıyer - Halkbank      | 3-1 | 25-23, 24-26, 25-20, 25-19 |
| 16-01               | Galatasaray - Bursa BB  | 3-1 | 21-25, 25-14, 25-23, 25-15 |
| 16-01               | VakıfBank - Nilüfer     | 3-0 | 25-23, 25-18, 27-25        |
| 16-01               | Salihli - Fenerbahçe    | 0-3 | 13-25, 14-25, 21-25        |
| 16-01               | İdman Ocağı - Çanakkale | 1-3 | 16-25, 25-19, 17-25, 14-25 |

| Tredicesima giornata |                         |     |                            |
|                      |                         |     |                            |
| 23-01                | Halkbank - İlbank       | 3-0 | 25-19, 25-17, 25-22        |
| 23-01                | Bursa BB - Salihli      | 3-0 | 25-10, 25-17, 25-16        |
| 23-01                | Çanakkale - Galatasaray | 1-3 | 26-28, 25-21, 17-25, 28-30 |
| 23-01                | Eczacıbaşı - VakıfBank  | 3-1 | 25-22, 27-25, 15-25, 26-24 |
| 24-01                | Nilüfer - İdman Ocağı   | 3-1 | 25-22, 22-25, 25-11, 25-21 |
| 24-01                | Fenerbahçe - Sarıyer    | 3-0 | 26-24, 25-21, 25-17        |

| Quattordicesima giornata |                          |     |                                  |
|                          |                          |     |                                  |
| 30-01                    | İlbank - Fenerbahçe      | 0-3 | 16-25, 16-25, 23-25              |
| 30-01                    | Nilüfer - Çanakkale      | 3-2 | 26-24, 28-26, 28-30, 22-25, 15-6 |
| 30-01                    | Sarıyer - Bursa BB       | 3-1 | 25-27, 25-23, 25-16, 25-16       |
| 30-01                    | VakıfBank - Halkbank     | 3-0 | 25-10, 25-18, 25-19              |
| 30-01                    | İdman Ocağı - Eczacıbaşı | 1-3 | 25-20, 19-25, 21-25, 18-25       |
| 31-01                    | Salihli - Galatasaray    | 0-3 | 17-25, 16-25, 19-25              |

| Quindicesima giornata |                        |     |                                   |
|                       |                        |     |                                   |
| 06-02                 | Halkbank - İdman Ocağı | 3-0 | 25-19, 25-19, 25-18               |
| 06-02                 | Bursa BB - İlbank      | 3-1 | 22-25, 25-22, 28-26, 25-19        |
| 06-02                 | Çanakkale - Salihli    | 3-1 | 25-21, 25-9, 20-25, 25-15         |
| 06-02                 | Fenerbahçe - VakıfBank | 3-2 | 26-24, 23-25, 25-22, 16-25, 17-15 |
| 06-02                 | Galatasaray - Sarıyer  | 3-1 | 25-20, 19-25, 25-16, 25-14        |
| 06-02                 | Eczacıbaşı - Nilüfer   | 3-1 | 25-18, 20-25, 25-19, 25-22        |

| Sedicesima giornata |                          |     |                                  |
|                     |                          |     |                                  |
| 13-02               | İlbank - Galatasaray     | 1-3 | 26-24, 20-25, 20-25, 21-25       |
| 13-02               | Nilüfer - Halkbank       | 2-3 | 31-29, 23-25, 22-25, 26-24, 7-15 |
| 13-02               | Sarıyer - Salihli        | 3-0 | 27-25, 28-26, 25-19              |
| 13-02               | VakıfBank - Bursa BB     | 3-0 | 25-22, 28-26, 25-22              |
| 13-02               | Eczacıbaşı - Çanakkale   | 3-0 | 25-17, 25-19, 25-23              |
| 13-02               | İdman Ocağı - Fenerbahçe | 0-3 | 19-25, 19-25, 26-28              |

| Diciassettesima giornata |                         |     |                                   |
|                          |                         |     |                                   |
| 20-02                    | Halkbank - Eczacıbaşı   | 0-3 | 16-25, 21-25, 20-25               |
| 20-02                    | Bursa BB - İdman Ocağı  | 3-2 | 26-24, 20-25, 25-13, 11-25, 16-14 |
| 20-02                    | Çanakkale - Sarıyer     | 3-1 | 25-22, 26-28, 25-21, 25-18        |
| 20-02                    | Fenerbahçe - Nilüfer    | 3-0 | 27-25, 25-20, 25-19               |
| 20-02                    | Galatasaray - VakıfBank | 2-3 | 13-25, 27-25, 25-15, 18-25, 5-15  |
| 20-02                    | Salihli - İlbank        | 3-1 | 22-25, 31-29, 25-20, 26-24        |

| Diciottesima giornata |                           |     |                                   |
|                       |                           |     |                                   |
| 27-02                 | Halkbank - Çanakkale      | 0-3 | 24-26, 24-26, 15-25               |
| 27-02                 | İlbank - Sarıyer          | 2-3 | 25-20, 25-18, 23-25, 27-29, 13-15 |
| 27-02                 | VakıfBank - Salihli       | 3-0 | 25-21, 25-23, 25-18               |
| 27-02                 | Eczacıbaşı - Fenerbahçe   | 3-2 | 22-25, 25-21, 18-25, 26-24, 15-13 |
| 27-02                 | İdman Ocağı - Galatasaray | 3-2 | 26-24, 21-25, 17-25, 25-19, 15-13 |
| 28-02                 | Nilüfer - Bursa BB        | 1-3 | 18-25, 25-10, 18-25, 16-25        |

| Diciannovesima giornata |                       |     |                                   |
|                         |                       |     |                                   |
| 05-03                   | Bursa BB - Eczacıbaşı | 0-3 | 20-25, 19-25, 21-25               |
| 05-03                   | Çanakkale - İlbank    | 3-0 | 25-18, 25-21, 25-14               |
| 05-03                   | Fenerbahçe - Halkbank | 3-0 | 25-21, 25-12, 25-13               |
| 05-03                   | Sarıyer - VakıfBank   | 1-3 | 25-23, 17-25, 16-25, 27-29        |
| 05-03                   | Galatasaray - Nilüfer | 1-3 | 27-25, 22-25, 23-25, 14-25        |
| 05-03                   | Salihli - İdman Ocağı | 3-2 | 29-27, 23-25, 29-27, 22-25, 16-14 |

| Ventesima giornata |                          |     |                                  |
|                    |                          |     |                                  |
| 12-03              | Nilüfer - Salihli        | 3-0 | 25-21, 25-21, 25-14              |
| 12-03              | Fenerbahçe - Çanakkale   | 3-1 | 25-22, 25-17, 18-25, 25-15       |
| 12-03              | VakıfBank - İlbank       | 3-0 | 25-17, 27-25, 25-17              |
| 16-03              | Halkbank - Bursa BB      | 2-3 | 25-27, 25-20, 25-19, 20-25, 6-15 |
| 16-03              | Eczacıbaşı - Galatasaray | 3-1 | 26-24, 17-25, 25-19, 25-17       |
| 16-03              | İdman Ocağı - Sarıyer    | 2-3 | 25-17, 28-26, 21-25, 17-25, 9-15 |

| Ventunesima giornata |                        |     |                     |
|                      |                        |     |                     |
| 17-03                | Çanakkale - VakıfBank  | 0-3 | 12-25, 22-25, 8-25  |
| 19-03                | Bursa BB - Fenerbahçe  | 0-3 | 15-25, 19-25, 7-25  |
| 19-03                | Sarıyer - Nilüfer      | 0-3 | 19-25, 27-29, 13-25 |
| 19-03                | Galatasaray - Halkbank | 3-0 | 25-22, 25-18, 25-21 |
| 19-03                | Salihli - Eczacıbaşı   | 0-3 | 12-25, 21-25, 28-30 |
| 20-03                | İlbank - İdman Ocağı   | 3-0 | 25-13, 25-22, 25-16 |

| Ventiduesima giornata |                          |     |                            |
|                       |                          |     |                            |
| 26-03                 | Halkbank - Salihli       | 3-1 | 16-25, 25-20, 25-17, 25-17 |
| 26-03                 | Nilüfer - İlbank         | 3-0 | 25-18, 26-24, 25-16        |
| 26-03                 | Bursa BB - Çanakkale     | 3-1 | 25-16, 25-21, 15-25, 25-13 |
| 26-03                 | Fenerbahçe - Galatasaray | 3-0 | 25-17, 25-14, 25-12        |
| 26-03                 | Eczacıbaşı - Sarıyer     | 3-1 | 20-25, 25-20, 25-23, 27-25 |
| 26-03                 | İdman Ocağı - VakıfBank  | 0-3 | 11-25, 17-25, 21-25        |

#### Classifica
| Pos. | Squadra     | Pt | G  | V  | P  | SV | SP | Ratio | PF   | PS   | Ratio |
| ---- | ----------- | -- | -- | -- | -- | -- | -- | ----- | ---- | ---- | ----- |
| 1.   | Fenerbahçe  | 61 | 22 | 20 | 2  | 64 | 13 | 4,923 | 1854 | 1460 | 1,270 |
| 2.   | VakıfBank   | 59 | 22 | 20 | 2  | 63 | 14 | 4,500 | 1871 | 1480 | 1,264 |
| 3.   | Eczacıbaşı  | 52 | 22 | 18 | 4  | 58 | 23 | 2,522 | 1901 | 1690 | 1,125 |
| 4.   | Galatasaray | 43 | 22 | 15 | 7  | 52 | 36 | 1,444 | 1980 | 1867 | 1,061 |
| 5.   | Nilüfer     | 35 | 22 | 11 | 11 | 43 | 40 | 1,075 | 1858 | 1825 | 1,018 |
| 6.   | Bursa BB    | 34 | 22 | 12 | 10 | 42 | 42 | 1,000 | 1797 | 1812 | 0,992 |
| 7.   | Sarıyer     | 29 | 22 | 11 | 11 | 41 | 47 | 0,872 | 1924 | 1962 | 0,981 |
| 8.   | Çanakkale   | 28 | 22 | 9  | 13 | 36 | 46 | 0,783 | 1783 | 1829 | 0,975 |
| 9.   | Halkbank    | 23 | 22 | 8  | 14 | 31 | 49 | 0,633 | 1687 | 1821 | 0,926 |
| 10.  | İdman Ocağı | 15 | 22 | 4  | 18 | 28 | 61 | 0,459 | 1763 | 227  | 0,870 |
| 11.  | Salihli     | 10 | 22 | 3  | 19 | 20 | 62 | 0,323 | 1613 | 1958 | 0,824 |
| 12.  | İlbank      | 7  | 22 | 1  | 21 | 18 | 63 | 0,286 | 1616 | 1916 | 0,843 |

| Ai play-off scudetto | Ai play-off 5º posto | Ai play-out |

### Play-off

#### Play-off scudetto

##### Risultati
| Primo round-robin |                          |     |                                   |
|                   |                          |     |                                   |
| 15-04             | Fenerbahçe - Galatasaray | 3-1 | 25-15, 25-13, 22-25, 25-12        |
| 15-04             | VakıfBank - Eczacıbaşı   | 3-0 | 25-17, 25-22, 25-16               |
| 16-04             | Galatasaray - VakıfBank  | 2-3 | 26-24, 25-18, 14-25, 19-25, 7-15  |
| 16-04             | Eczacıbaşı - Fenerbahçe  | 2-3 | 22-25, 25-15, 21-25, 26-24, 12-15 |
| 17-04             | Eczacıbaşı - Galatasaray | 3-0 | 25-23, 25-22, 25-22               |
| 17-04             | Fenerbahçe - VakıfBank   | 1-3 | 20-25, 14-25, 25-22, 22-25        |

| Secondo round-robin |                          |     |                                   |
|                     |                          |     |                                   |
| 28-04               | Eczacıbaşı - VakıfBank   | 0-3 | 19-25, 22-25, 20-25               |
| 28-04               | Galatasaray - Fenerbahçe | 1-3 | 16-25, 25-21, 11-25, 22-25        |
| 29-04               | VakıfBank - Galatasaray  | 3-2 | 27-25, 25-21, 21-25, 23-25, 15-11 |
| 29-04               | Fenerbahçe - Eczacıbaşı  | 3-1 | 20-25, 25-20, 25-19, 25-22        |
| 30-04               | Galatasaray - Eczacıbaşı | 1-3 | 20-25, 25-23, 20-25, 15-25        |
| 30-04               | VakıfBank - Fenerbahçe   | 3-1 | 25-18, 25-15, 22-25, 25-16        |

##### Classifica
| Pos. | Squadra     | Pt | G | V | P | SV | SP | Ratio | PF  | PS  | Ratio |
| ---- | ----------- | -- | - | - | - | -- | -- | ----- | --- | --- | ----- |
| 1.   | VakıfBank   | 16 | 6 | 6 | 0 | 18 | 6  | 3,000 | 562 | 469 | 1,198 |
| 2.   | Fenerbahçe  | 11 | 6 | 4 | 2 | 14 | 11 | 1,273 | 547 | 525 | 1,042 |
| 3.   | Eczacıbaşı  | 7  | 6 | 2 | 4 | 9  | 13 | 0,692 | 481 | 496 | 0,970 |
| 4.   | Galatasaray | 2  | 6 | 0 | 6 | 7  | 18 | 0,389 | 484 | 584 | 0,829 |

#### Play-off 5º posto

##### Risultati
| Primo round-robin |                      |     |                                   |
|                   |                      |     |                                   |
| 07-04             | Nilüfer - Çanakkale  | 2-3 | 22-25, 18-25, 26-24, 25-22, 12-15 |
| 07-04             | Bursa BB - Sarıyer   | 3-2 | 19-25, 26-24, 25-15, 29-31, 16-14 |
| 08-04             | Çanakkale - Bursa BB | 1-3 | 25-22, 16-25, 18-25, 20-25        |
| 08-04             | Sarıyer - Nilüfer    | 3-1 | 25-17, 20-25, 25-18, 25-22        |
| 09-04             | Sarıyer - Çanakkale  | 1-3 | 25-21, 19-25, 21-25, 18-25        |
| 09-04             | Nilüfer - Bursa BB   | 0-3 | 21-25, 16-25, 24-26               |

| Secondo round-robin |                      |     |                                   |
|                     |                      |     |                                   |
| 19-04               | Çanakkale - Nilüfer  | 2-3 | 25-17, 18-25, 23-25, 25-21, 17-19 |
| 19-04               | Sarıyer - Bursa BB   | 0-3 | 19-25, 24-26, 22-25               |
| 20-04               | Bursa BB - Çanakkale | 1-3 | 22-25, 19-25, 25-12, 15-25        |
| 20-04               | Nilüfer - Sarıyer    | 1-3 | 26-28, 25-16, 19-25, 25-27        |
| 21-04               | Çanakkale - Sarıyer  | 3-1 | 30-28, 25-18, 23-25, 25-21        |
| 21-04               | Bursa BB - Nilüfer   | 2-3 | 16-25, 25-15, 21-25, 25-16, 12-15 |

##### Classifica
| Pos. | Squadra   | Pt | G | V | P | SV | SP | Ratio | PF  | PS  | Ratio |
| ---- | --------- | -- | - | - | - | -- | -- | ----- | --- | --- | ----- |
| 1.   | Bursa BB  | 12 | 6 | 4 | 2 | 15 | 9  | 1,667 | 544 | 497 | 1,095 |
| 2.   | Çanakkale | 12 | 6 | 4 | 2 | 15 | 11 | 1,364 | 584 | 563 | 1,037 |
| 3.   | Sarıyer   | 7  | 6 | 2 | 4 | 10 | 14 | 0,714 | 540 | 567 | 0,952 |
| 4.   | Nilüfer   | 5  | 6 | 2 | 4 | 10 | 16 | 0,625 | 544 | 585 | 0,930 |

### Play-out

#### Risultati
| Primo round-robin |                        |     |                            |
|                   |                        |     |                            |
| 15-04             | Halkbank - İlbank      | 3-0 | 25-22, 25-22, 25-19        |
| 15-04             | İdman Ocağı - Salihli  | 3-0 | 25-23, 25-22, 25-22        |
| 16-04             | İlbank - İdman Ocağı   | 3-1 | 26-28, 25-20, 25-22, 25-16 |
| 16-04             | Salihli - Halkbank     | 3-1 | 20-25, 25-13, 26-24, 26-24 |
| 17-04             | Salihli - İlbank       | 0-3 | 18-25, 21-25, 11-25        |
| 17-04             | Halkbank - İdman Ocağı | 1-3 | 31-29, 16-25, 9-25, 18-25  |

| Secondo round-robin |                        |     |                                   |
|                     |                        |     |                                   |
| 23-04               | İlbank - Halkbank      | 3-1 | 25-22, 23-25, 25-22, 25-20        |
| 23-04               | Salihli - İdman Ocağı  | 1-3 | 18-25, 12-25, 26-24, 23-25        |
| 24-04               | İdman Ocağı - İlbank   | 2-3 | 20-25, 24-26, 25-20, 25-23, 14-16 |
| 24-04               | Halkbank - Salihli     | 3-0 | 25-16, 25-19, 25-20               |
| 24-04               | İlbank - Salihli       | 3-2 | 23-25, 18-25, 25-21, 25-22, 16-14 |
| 24-04               | İdman Ocağı - Halkbank | 3-1 | 16-25, 25-21, 25-16, 25-23        |

#### Classifica
| Pos. | Squadra     | Pt | G  | V  | P  | SV | SP | Ratio | PF   | PS   | Ratio |
| ---- | ----------- | -- | -- | -- | -- | -- | -- | ----- | ---- | ---- | ----- |
| 1.   | Halkbank    | 29 | 28 | 10 | 18 | 41 | 61 | 0,672 | 2171 | 2329 | 0,932 |
| 2.   | İdman Ocağı | 28 | 28 | 8  | 20 | 43 | 70 | 0,614 | 2326 | 2543 | 0,915 |
| 3.   | İlbank      | 20 | 28 | 6  | 22 | 33 | 72 | 0,458 | 2170 | 2431 | 0,893 |
| 4.   | Salihli     | 14 | 28 | 4  | 24 | 26 | 78 | 0,333 | 268  | 2475 | 0,836 |

| Retrocesse in Voleybol 2. Ligi |

## Premi individuali
| Premio                 | Nome             | Squadra     |
| ---------------------- | ---------------- | ----------- |
| MVP                    | Kimberly Hill    | VakıfBank   |
| Miglior palleggiatrice | Naz Aydemir      | VakıfBank   |
| Miglior schiacciatrice | Kim Yeon-koung   | Fenerbahçe  |
| Miglior schiacciatrice | Jordan Larson    | Eczacıbaşı  |
| Miglior centrale       | Eda Erdem        | Fenerbahçe  |
| Miglior centrale       | Milena Rašić     | VakıfBank   |
| Miglior opposto        | Lonneke Slöetjes | VakıfBank   |
| Miglior libero         | Gizem Örge       | VakıfBank   |
| Premio Fair Play       | Nihan Yeldan     | Galatasaray |

## Classifica finale
| Pos | Squadra     | Qualificazione           |
| --- | ----------- | ------------------------ |
|     | VakıfBank   | Champions League 2016-17 |
| 2   | Fenerbahçe  | Champions League 2016-17 |
| 3   | Eczacıbaşı  | Champions League 2016-17 |
| 4   | Galatasaray | Coppa CEV 2016-17        |
| 5   | Bursa BB    | Challenge Cup 2016-17    |
| 6   | Çanakkale   | BVA Cup 2016             |
| 7   | Sarıyer     |                          |
| 8   | Nilüfer     |                          |
| 9   | Halkbank    |                          |
| 10  | İdman Ocağı |                          |
| 11  | İlbank      | Voleybol 1. Ligi 2016-17 |
| 12  | Salihli     | Voleybol 1. Ligi 2016-17 |

## Statistiche
| Punti totali | Punti totali      | Punti totali | Punti totali |
| Pos.         | Nome              | Punti        | Squadra      |
| ------------ | ----------------- | ------------ | ------------ |
| 1            | Joyce da Silva    | 485          | Bursa BB     |
| 2            | Yanelis Santos    | 482          | İlbank       |
| 3            | Nadia Centoni     | 471          | Galatasaray  |
| 4            | Meryem Boz        | 459          | Nilüfer      |
| 5            | Wilma Salas       | 452          | Çanakkale    |
| 6            | Sanja Malagurski  | 434          | İdman Ocağı  |
| 7            | Yusleinis Herrera | 423          | Nilüfer      |
| 8            | Regan Hood        | 398          | Sarıyer      |
| 9            | Alexis Crimes     | 382          | Sarıyer      |
| 10           | Lonneke Slöetjes  | 349          | VakıfBank    |

| Attacchi vincenti | Attacchi vincenti | Attacchi vincenti | Attacchi vincenti |
| Pos.              | Nome              | Punti             | Squadra           |
| ----------------- | ----------------- | ----------------- | ----------------- |
| 1                 | Joyce da Silva    | 424               | Bursa BB          |
| 2                 | Nadia Centoni     | 423               | Galatasaray       |
| 3                 | Yanelis Santos    | 415               | İlbank            |
| 4                 | Meryem Boz        | 395               | Nilüfer           |
| 5                 | Wilma Salas       | 394               | Çanakkale         |
| 6                 | Yusleinis Herrera | 371               | Nilüfer           |
| 7                 | Sanja Malagurski  | 346               | İdman Ocağı       |
| 8                 | Regan Hood        | 324               | Sarıyer           |
| 9                 | Lonneke Slöetjes  | 299               | VakıfBank         |
| 10                | Kim Yeon-koung    | 289               | Fenerbahçe        |

| Muri vincenti | Muri vincenti     | Muri vincenti | Muri vincenti |
| Pos.          | Nome              | Punti         | Squadra       |
| ------------- | ----------------- | ------------- | ------------- |
| 1             | Alexis Crimes     | 84            | Sarıyer       |
| 2             | Eda Erdem         | 83            | Fenerbahçe    |
| 3             | Gwendolyn Rucker  | 80            | Çanakkale     |
| 4             | Milena Rašić      | 78            | VakıfBank     |
| 5             | Kübra Akman       | 75            | VakıfBank     |
| 6             | Neşve Büyükbayram | 74            | Halkbank      |
| 7             | Aslı Kalaç        | 69            | Galatasaray   |
| 8             | İpek Soroğlu      | 69            | Bursa BB      |
| 9             | Gözde Dal         | 67            | Bursa BB      |
| 10            | Ivana Miloš       | 61            | Nilüfer       |
| 10            | Sinem Yıldız      | 61            | İdman Ocağı   |

| Battute vincenti | Battute vincenti  | Battute vincenti | Battute vincenti |
| Pos.             | Nome              | Punti            | Squadra          |
| ---------------- | ----------------- | ---------------- | ---------------- |
| 1                | Aslı Kalaç        | 52               | Galatasaray      |
| 2                | Regan Hood        | 39               | Sarıyer          |
| 3                | Yusleinis Herrera | 38               | Nilüfer          |
| 4                | Meryem Boz        | 37               | Nilüfer          |
| 5                | Sanja Malagurski  | 35               | İdman Ocağı      |
| 6                | Wilma Salas       | 34               | Çanakkale        |
| 7                | Yanelis Santos    | 33               | İlbank           |
| 8                | Charlotte Leys    | 33               | Galatasaray      |
| 9                | Carly Wopat       | 32               | Halkbank         |
| 10               | Duygu Düzceler    | 31               | Çanakkale        |